# Pomnik przyrody w Czechach

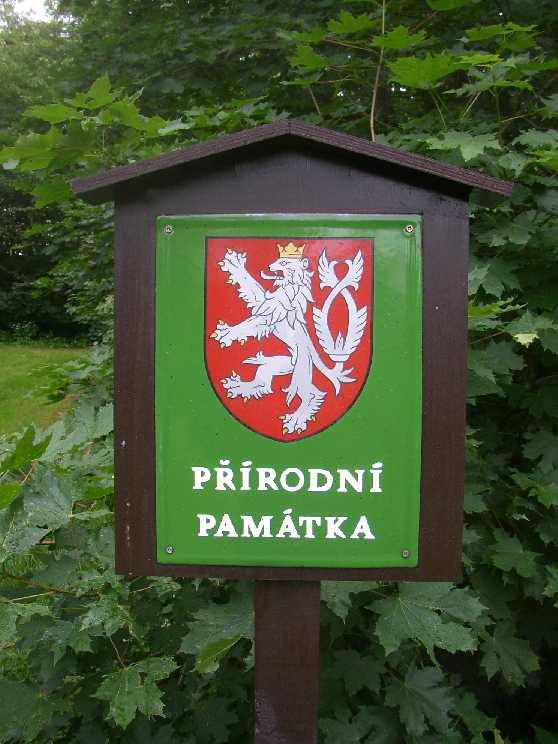
Tablica oznaczająca pomnik przyrody w Czechach

Pomnik przyrody w Czechach (cz. Přírodní památka, PP) – niewielki obszar lub twór przyrodniczy o znaczeniu regionalnym objęty ochroną prawną na terenie Czech zgodnie z ustawą nr 114 z 1992 roku. Pod koniec 2011 roku pomników przyrody w Czechach było 1248.
Znaczenie narodowe lub międzynarodowe ma narodowy pomnik przyrody.

## Przykłady
- Pomnik przyrody Kocie Skały
- Pomnik przyrody Tiské stěny